# Lisa Niederreiter

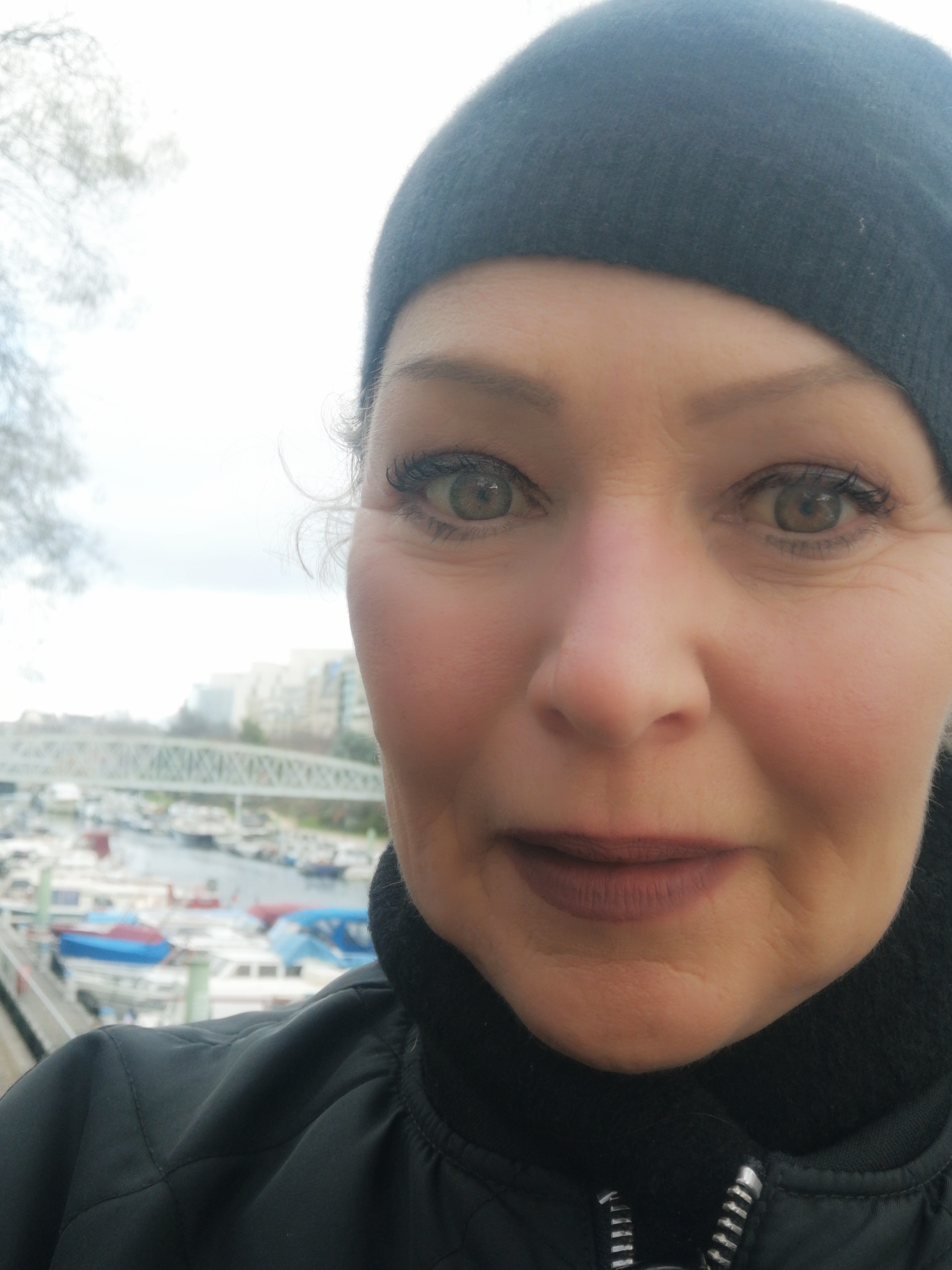
Lisa Niederreiter

Lisa Niederreiter (geboren 1962 in München) ist eine deutsche Kunsttherapeutin, Künstlerin und Hochschullehrerin. Sie beschäftigte sich intensiv mit Exponaten der Sammlung Prinzhorn, sowohl als Künstlerin und Kunsttherapeutin, als auch als Kunsthistorikerin.

## Leben

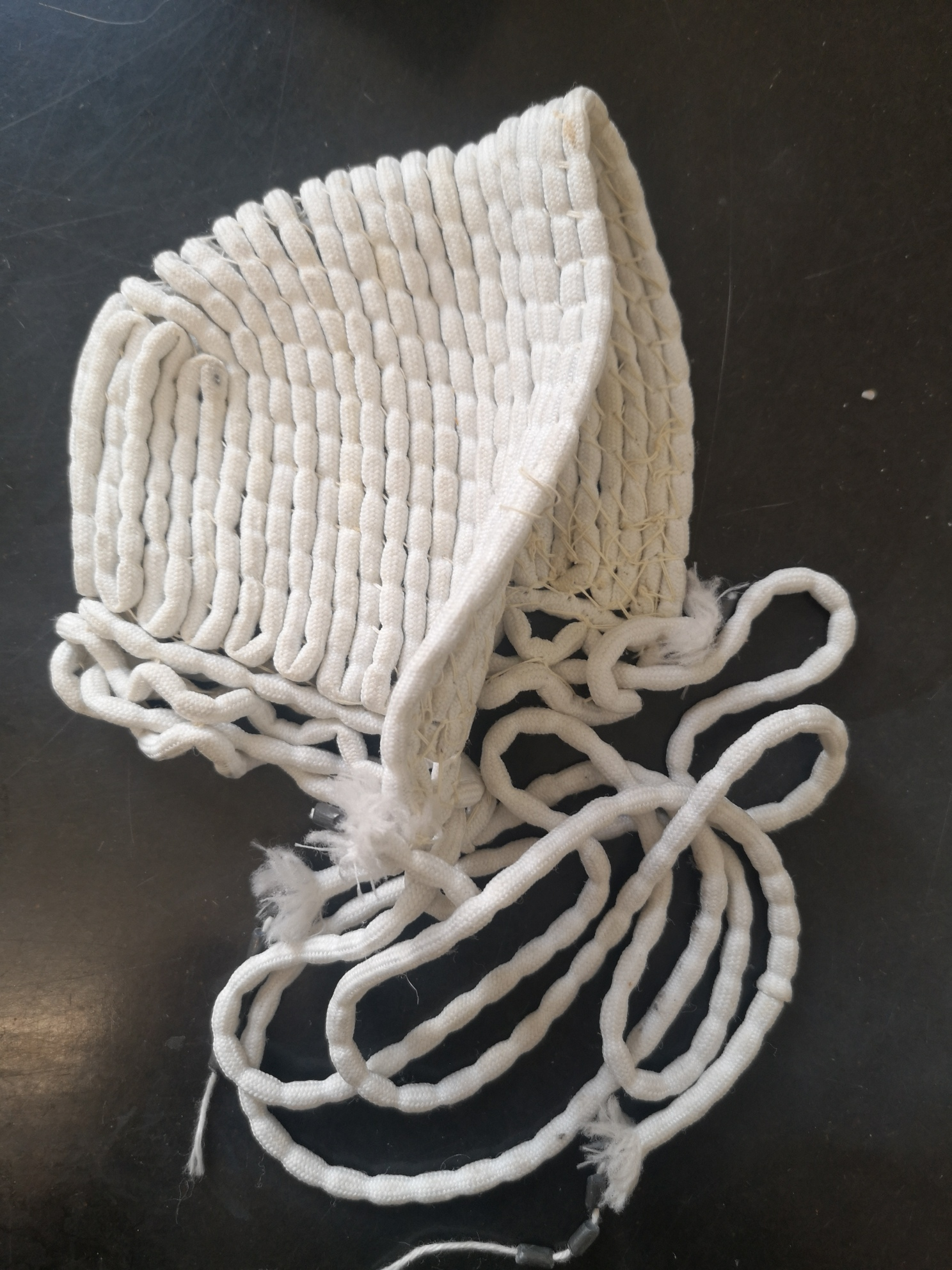
Bleimütze aus der Werkgruppe „Postwar“

### Kunsttherapeutin
Niederreiter studierte von 1981 bis 1986 Sonder- und Kunstpädagogik in München und schloss mit dem Magister ab. Von 1984 bis 1988 ergänzte sie ihre Ausbildung um ein Kunsttherapie-Studium. Während dieser Zeit beschäftigte sie sich mit dem Thema Experimentalfilm und drehte schließlich mit Petra Grimm den Film „Insel der Glückseligkeit“. Ab 1988 führte sie Projektarbeit mit psychiatrieerfahrenen Frauen durch. Daran schloss sie ab 1989 ein Promotionsstudium an der Ludwig-Maximilians-Universität München an und wurde 1993 zum Dr. phil. promoviert. Zwischen 1989 und 1996 arbeitete sie als Kunsttherapeutin im klinischen Bereich; sie baute Ateliers in zwei Kliniken für Menschen auf mit HIV und AIDS. Auch erwarb sie eine eingeschränkte Heilerlaubnis für Psychotherapie.

### Hochschullehrerin

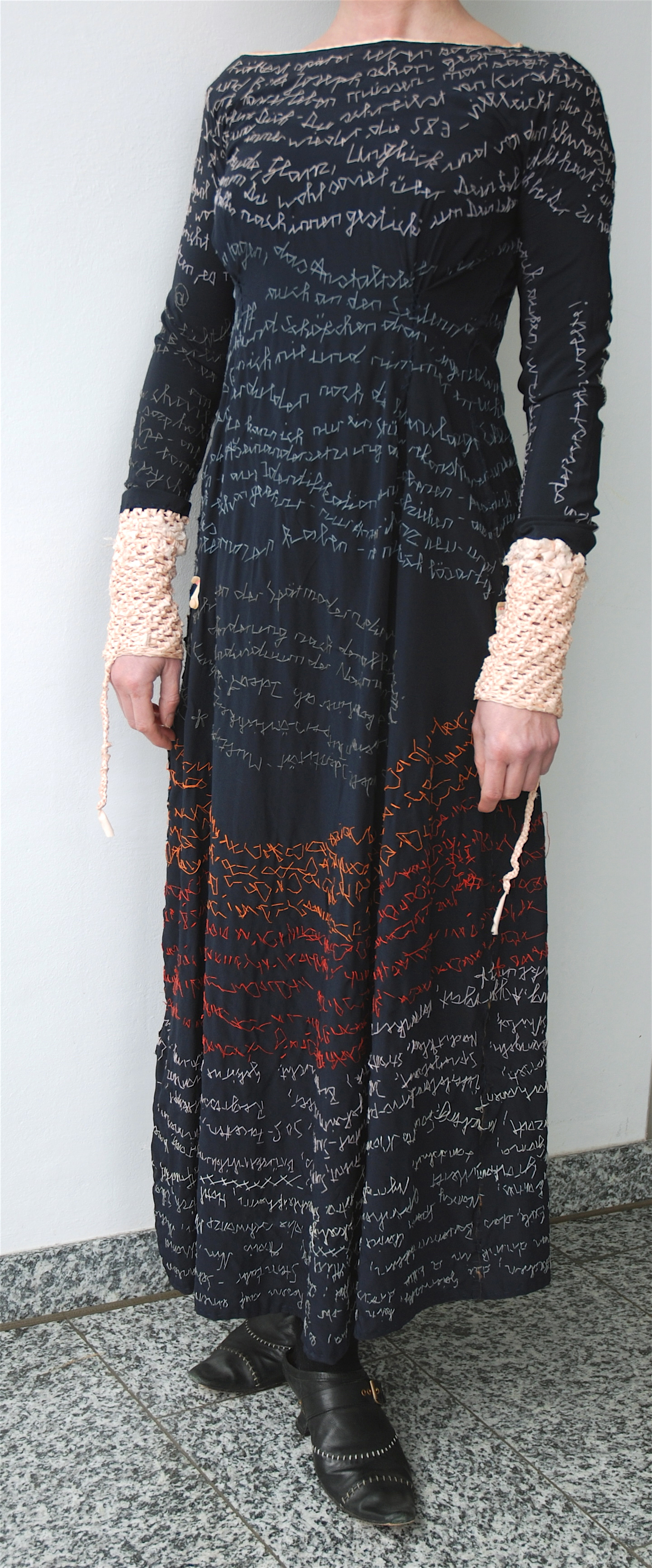
Antwortkleid zu Agnes Richter

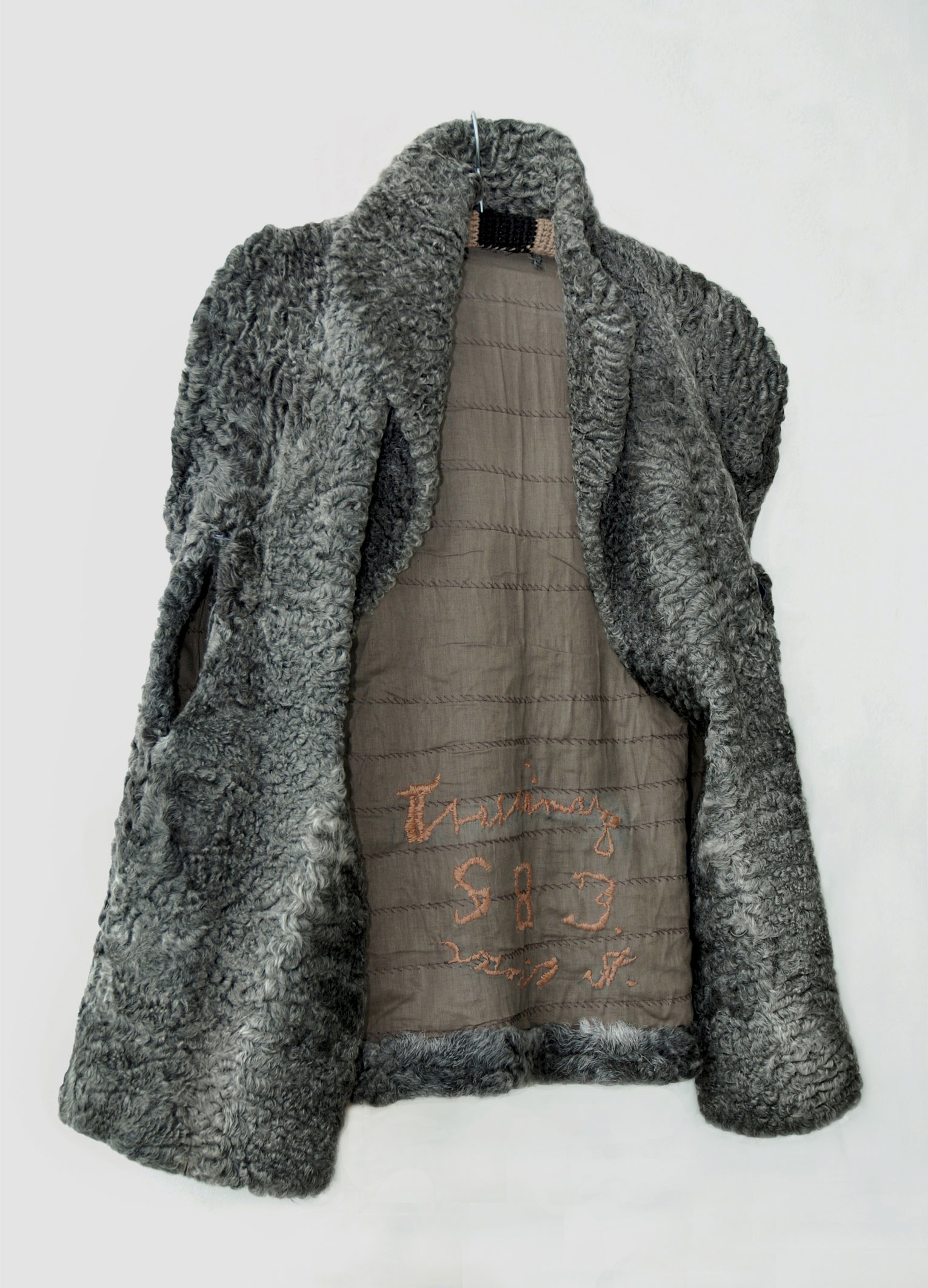
Antwortjacke zu Agnes Richter

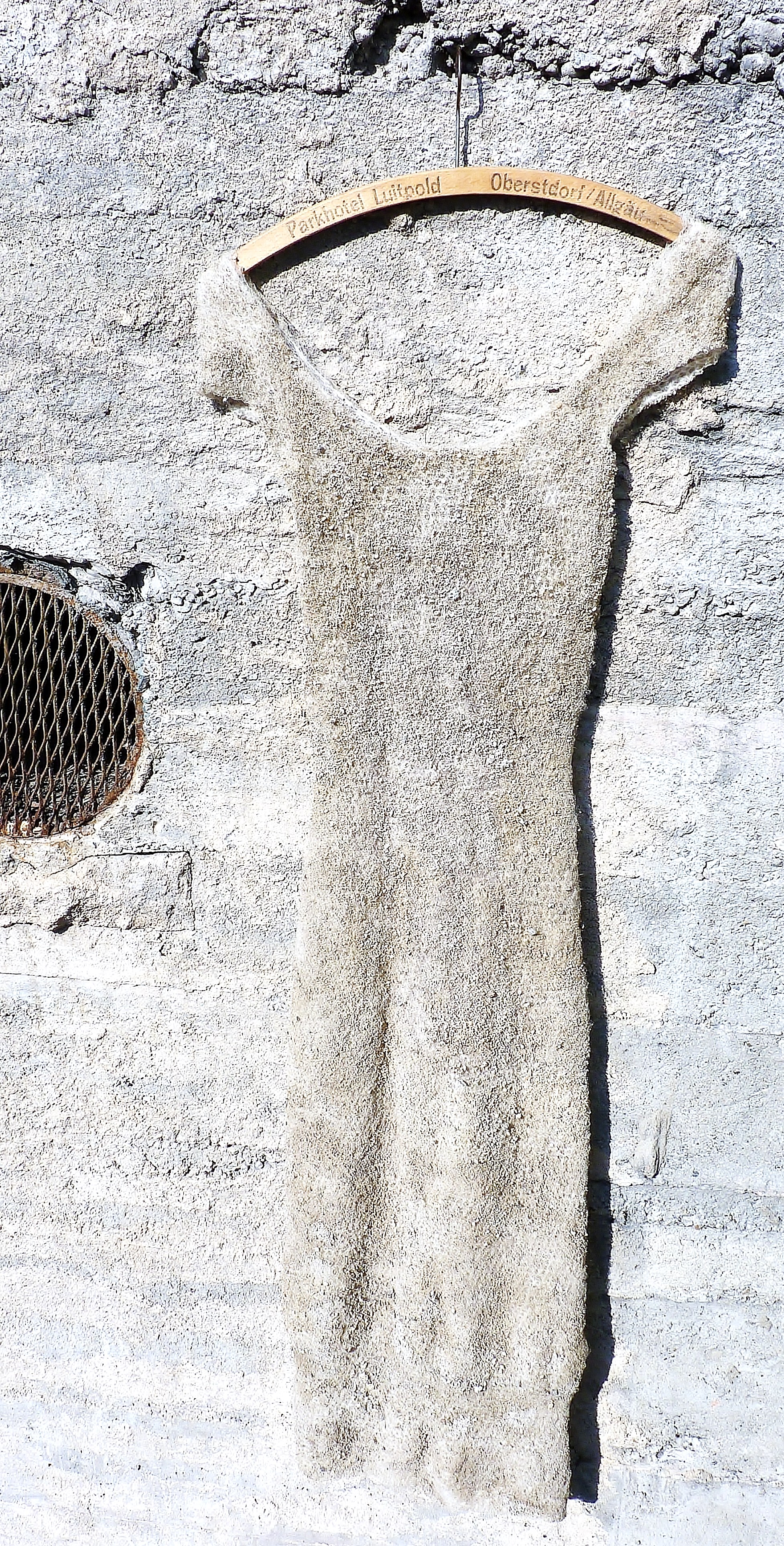
Bunkerstaubkleid aus der Werkgruppe „Bunkerstücke“

Von 1996 bis 2006 war Niederreiter Dozentin für Ästhetik und Kommunikation an der Hochschule Darmstadt. Von 2006 bis 2008 hatte sie eine Gastdozentur für Bildende Kunst, Kunsttherapie und Kunstgeschichte an der Hochschule für Kunsttherapie Nürtingen. 2008 wechselte sie wieder an die Hochschule Darmstadt zurück, wo sie kurze Zeit später zur Professorin im Fachbereich Soziale Arbeit ernannt wurde. Niederreiter lehrt zu den Themen Grundlagen und Methoden der pädagogischen Kunsttherapie, Kinderzeichnung, Kunst und Psychiatrie, Kunst und soziale Prozesse, Selbstreflexion und Identitätsarbeit über künstlerische Medien, Kunst und Projektarbeit. Sie forscht zu den Themen Kunst und Psyche, Zeitgenössische Bildende Kunst, Outsider Art und Ästhetische Forschung.

### Künstlerin
Lisa Niederreiters künstlerisches Schaffen spiegelt ihre Auseinandersetzung mit Psychoanalyse und Feminismus, mit Erinnern und Infragestellen wider. Entsprechend schuf sie 1997 das „Mumienprojekt“, in dem sie die langjährige therapeutische Arbeit mit AIDS-Kranken verarbeitete. 1999 entstand der „Postwar“-Zyklus, in dem sie der Kindheit der Nachkriegszeit zwischen Verdrängung und Gewalt nachspürte. Typisch dafür ist die „Bleimütze“, die Niederreiter im Stil einer Nachkriegs-Babymütze aus Vorhangband nähte, das Bleikügelchen enthielt. Schließlich folgt die Serie „Groma subkutan“, in der sie sich mit dem Gelände der Frankfurter Großmarkthalle auseinandersetzte, wo sie von 2000 bis 2006 ihr Atelier hatte. Damals waren noch die Gleise sichtbar, von denen die Transporte von Juden in Vernichtungslager abgingen. Es folgten die Zyklen „Organe der Heimat“ und „Bridgeheads/Brückenköpfe“.
Niederreiter beschäftigte sich 2002 erstmals mit dem Jäckchen von Agnes Richter und fotografierte es in vielen Detailsichten. So konnte ihre Mutter die gestickten Sütterlin-Texte in allen Einzelheiten entziffern. Neu entdeckt wurde dabei das Wort „schwarzseiden“. Nach der Forschungsarbeit nähte Niederreiter die Detailfotos so zusammen, dass die Texte auf dem Jäckchen lesbar blieben. In einem zweiten Schritt erstellte sie ein dunkelblaues seidenes „Antwortkleid“ und bestickte es mit eigenen Texten. Niederreiter trug das Kleid während des Bestickens der Rockpartien, sodass die Schrift auf dem Kopf steht. Die Texte stellen einen Dialog mit Agnes Richter dar und setzen sich mit deren Psychiatrieerfahrung auseinander. Nach dreimonatiger Stickarbeit und Auseinandersetzung mit dem Schicksal Agnes Richters wird deren Krankenakte gefunden. Auch dieses Ereignis floss in die letzten gestickten Texte auf dem Oberteil des Seidenkleids ein. Zur Finissage der Ausstellung „Irre ist weiblich“ im September 2004 trug Niederreiter das fertige Kleid. 2008 entsteht schließlich ein Cape, auf dessen Innenseite Niederreiter Texte von Richter vergrößert nachstickte. Grundlage für das Cape war ein geerbter Persianermantel. Das Cape sollte Schutz und Wertigkeit auf der einen Seite und unbequeme Einengung auf der anderen Seite ausdrücken.

## Ausstellungen
Niederreiter präsentierte ihre künstlerischen Arbeiten in Kunstausstellungen im In- und Ausland.
Einzelausstellungen
- 1989: Sonderbar, Werkstätten- und Kulturhaus (WUK), Wien
- 1998: X-Ray-Project, Galerie im Bilderhaus, Frankfurt am Main
- 2000: Hirn weiblich, Atelierhaus B71, Offenbach am Main
- 2002: Organe der Heimat, Galerie Ariadne, Wien[2]
- 2002: X-Rays, Denkbar, Frankfurt am Main
- 2003: Postwar, Galerie ML 44, Frankfurt am Main
- 2004: Transite, Osnabrück
- 2004: Antwortkleid und Postwar, DU-AG, München
- 2006: Antwortkleid für Agnes Richter, Museum Dr. Guislain, Gent
- 2009: Schwarzseiden: Lisa Niederreiter, Antwortkleid und Cape für Agnes Richter, Sammlung Prinzhorn, Heidelberg
- 2011: Bunkerstücke, Lange Nacht der Museen im Kulturbunker Frankfurt, Frankfurt am Main
- 2012: Bäume aus Gewicht gemacht, Frankfurter Autoren Theater (FAT), Frankfurt am Main
- 2015: Favoriten der Schublade, Klosterpresse Frankfurt, Frankfurt am Main
- 2016: Iconic Tank, FAT – Atelier Frankfurt, Frankfurt am Main
- 2017: Mending Worlds – Remendando Mundos, Artist in Residence, Pinea Linea de Costa, Cádiz, Spanien

Gruppenausstellungen
- 1991: Positive Kunst, Hygienemuseum, Dresden
- 1995: Engel über Engel, Galerie im Rathaus, München
- 1996: Diözesanmuseen Regensburg und Neuburg an der Donau
- 2000: Frankfurter Edition, Graphische Sammlung im Städel Museum, Frankfurt am Main
- 2001: Toleranz/Akzeptanz und Fe/Male, Galerie Ariadne, Wien[2]
- 2003: HautNahOst, Kunsthappening israelischer, palästinensischer und in Deutschland lebender Künstler, Frankfurt am Main
- 2004: Roter Faden, Kunstverein Ebersberg
- 2004: Grenzen, Gender in Kunst und Wissenschaft, HEAG-Halle, Darmstadt
- 2005: Spuren und Zeichen, Kunstfoyer der Bayerischen Versicherungskammer München
- 2005: Unort, Frankfurt am Main
- 2006: Wellenlängen, Kunsthaus Kannen, Münster
- 2006: Irre ist weiblich, Museum Dr. Guislain, Gent
- 2007: Forum 2007, Burg Vischering, Lüdinghausen
- 2007: ave maria, Franz-Hitze-Haus, Münster
- 2009: Text – Wahn – Sinn, Sammlung Prinzhorn, Heidelberg
- 2011: Inklusiv, Galerie Schuster Berlin
- 2011: Gestrickt geklebt geknotet – Textil und Art Brut, Kunsthaus Kannen, Münster
- 2013: Loss of control II, Musée Félicien Rops, Namur, Belgien
- 2014: Glanz im Auge der Mutter, FAT – Atelier Frankfurt, Frankfurt am Main
- 2014: Nackt, Galerie Söffing, Frankfurt
- 2014: Variety Show, Gallus Theater, Frankfurt am Main
- 2015: Schatten des Ostends, Lange Nacht der Museen in Frankfurt am Main
- 2018: Narrenturm, Museum Zündorfer Wehrturm, Köln
- 2020: mit Petra Schott: Der Seelen wunderliches Bergwerk, Ausstellungsraum Eulengasse, Frankfurt am Main[10]
- 2021: Kleidersache, Deutscher Werkbund, Frankfurt am Main
- 2021: Unsterbliche Ideen für ewiges Leben, Schader-Stiftung, Darmstadt

## Veröffentlichungen (Auswahl)
Niederreiter schrieb zahlreiche Artikel, im Folgenden sind die Bücher ihrer Autorschaft oder ihrer Beteiligung aufgelistet:
Bücher
- Bilder zwischen Leben, Krankheit und Tod. Künstlerisches Arbeiten und Therapie mit einem an AIDS Erkrankten. In: Beiträge zur Kunsttherapie. Band 7. Richter, Köln 1995, ISBN 3-924533-45-8.
- mit Manfred Gerspach, Annelinde Eggert-Schmid Noerr, Thilo Naumann (Hrsg.): Psychoanalyse lehren und lernen an der Hochschule. Theorie, Selbstreflexion, Praxis. Kohlhammer Verlag, Stuttgart 2014, ISBN 978-3-17-024098-8.
- mit Hartmut Majer, Thomas Staroszynski (Hrsg.): Kunstbasierte Zugänge zur Kunsttherapie. Potentiale der Bildenden Kunst für die kunsttherapeutische Theorie und Praxis. kopaed, München 2015, ISBN 978-3-86736-889-6, urn:nbn:de:101:1-201604307397.
- mit Thomas Grosse und Helene Skladny (Hrsg.): Inklusion und Ästhetische Praxis in der Sozialen Arbeit. Beltz Juventa, Weinheim 2015, ISBN 978-3-7799-4241-2, urn:nbn:de:101:1-2016011927278.
- Überlegungen zum ästhetischen Medium als Lehr- und Forschungsmethode in psychoanalytischer Rahmung. 2017.[11]
- Kunst, Bildung und Bewältigung. Kunsttherapie in pädagogischer und psychosozialer Praxis. Kohlhammer Verlag, Stuttgart 2021, ISBN 978-3-17-037641-0, urn:nbn:de:101:1-2021042023060378839982.

Artikel
- Zu Josef Forsters Selbstportraits in der Spannung zwischen Künstler-Identität und Selbsttherapie. In: Doris Noell, Thomas Röske (Hrsg.): Durch die Luft gehen. Josef Forster, die Kunst und die Anstalt. anlässlich der Ausstellung „Durch die Luft gehen. Josef Forster, die Anstalt und die Kunst“, 2. Dezember 2010 – 3. April 2011, Sammlung Prinzhorn, Heidelberg. Wunderhorn, Heidelberg 2011, ISBN 978-3-88423-361-0, S. 94–101.
- Wie antwortet die bildende Kunst? Entgrenzungsdiskurse um das Subjekt der Nachmoderne. In: mit Hartmut Majer, Thomas Staroszynski (Hrsg.): Kunstbasierte Zugänge zur Kunsttherapie. Potentiale der bildenden Kunst für die kunsttherapeutische Theorie und Praxis. kopaed, München 2015, ISBN 978-3-86736-362-4, S. 261–272.
- Kunstrezeption, künstlerisches Forschen und künstlerische Resonanz als Formate inklusiver Bildung. In: Gerland Juliane (Hrsg.): Kultur Inklusion Forschung. Beltz Juventa, Weinheim / Basel 2017, ISBN 978-3-7799-3688-6, S. 131–144.
- Ästhetische Erkenntnis. Ein Kernstück inklusiver Bildungsprozesse. In: Blohm Manfred, Brenne Andreas, Hornäk Sara (Hrsg.): Irgendwie anders. Inklusionsaspekte in den künstlerischen Fächern und der ästhetischen Bildung. 2. erweiterte Auflage. Fabrico, Hannover 2018, ISBN 978-3-946320-17-3, S. 51–54.
- mit Tobias Loemke: Zum Unverfügbaren in der Begleitung und Erforschung kunsttherapeutischer und künstlerischer Prozesse. In: Kunst und Therapie. Zeitschrift für künstlerische Therapien. Januar 2021, S. 11–26.